# Joods monument (Assen)

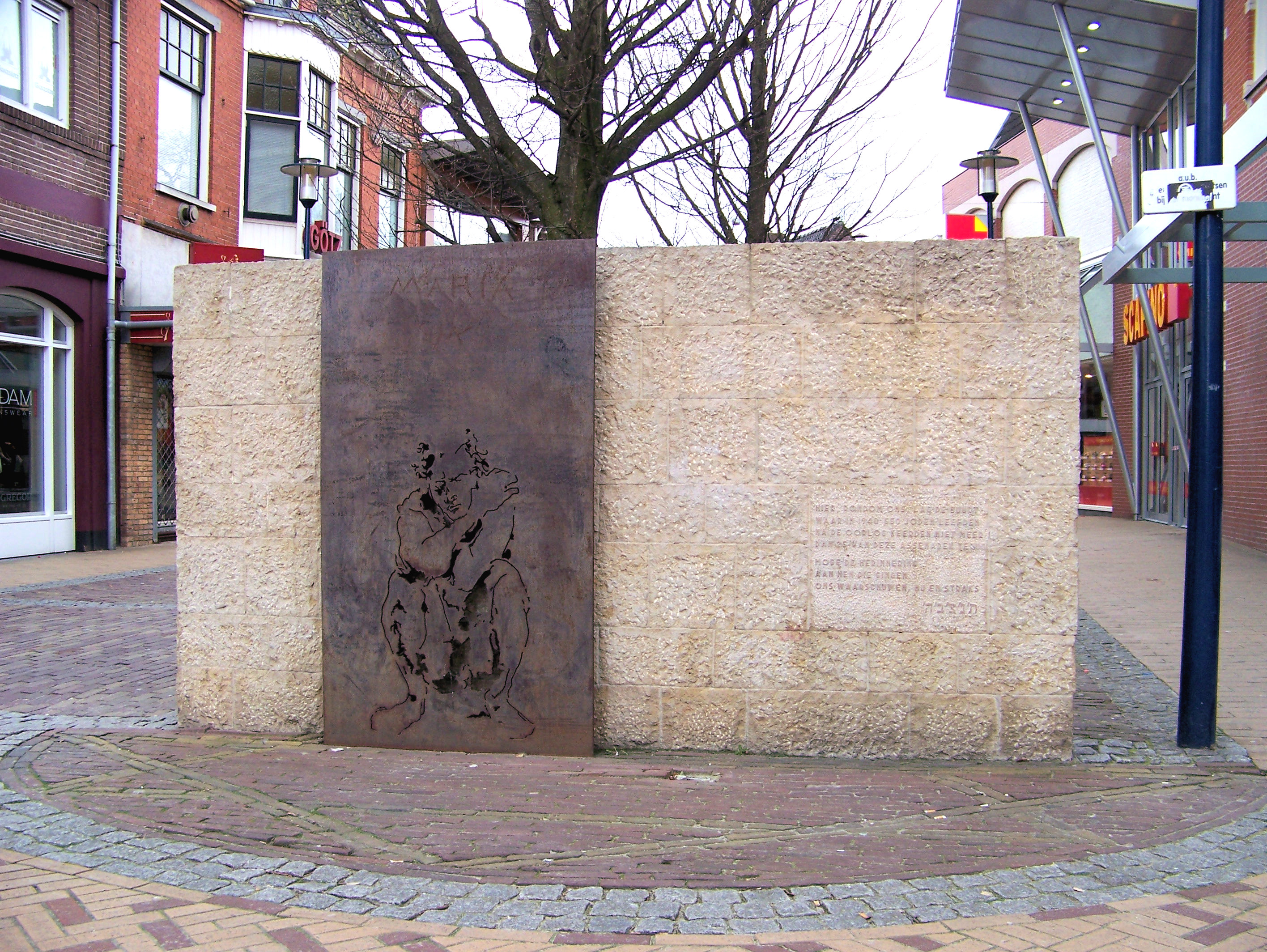
Joods monument in de Oudestraat (1990)

Het Joods monument in de Nederlandse plaats Assen is gemaakt door de beeldend kunstenaar Sam Drukker. Met dit gedenkteken herdenkt Assen de ruim 500 Joodse burgers die vermoord werden tijdens de Tweede Wereldoorlog.
Het monument staat aan het begin van de Oudestraat, in de nabijheid van de voormalige Synagoge van Assen, waar voor de oorlog veel Joden woonden. In cortenstaal heeft de kunstenaar, die een Joodse vader heeft, zichzelf afgebeeld als een hurkende man zonder gebedskleed.
In steen op het rechterdeel van het monument is de volgende tekst aangebracht:
HIER RONDOM ONS, LAG DE BUURT
WAAR IN 1940 550 JODEN LEEFDEN
NA DE OORLOG KEERDEN NIET MEER
DAN 25 VAN DEZE ASSENAREN TERUG.
MOGE DE HERINNERING
AAN HEN DIE GINGEN
ONS WAARSCHUWEN, NU EN STRAKS.'
In de bestrating voor het monument is de davidster verwerkt. Het monument werd op 3 mei 1990 onthuld door Martha Wolf-van der Laan en Benjamin Wolf.

## Andere monumenten

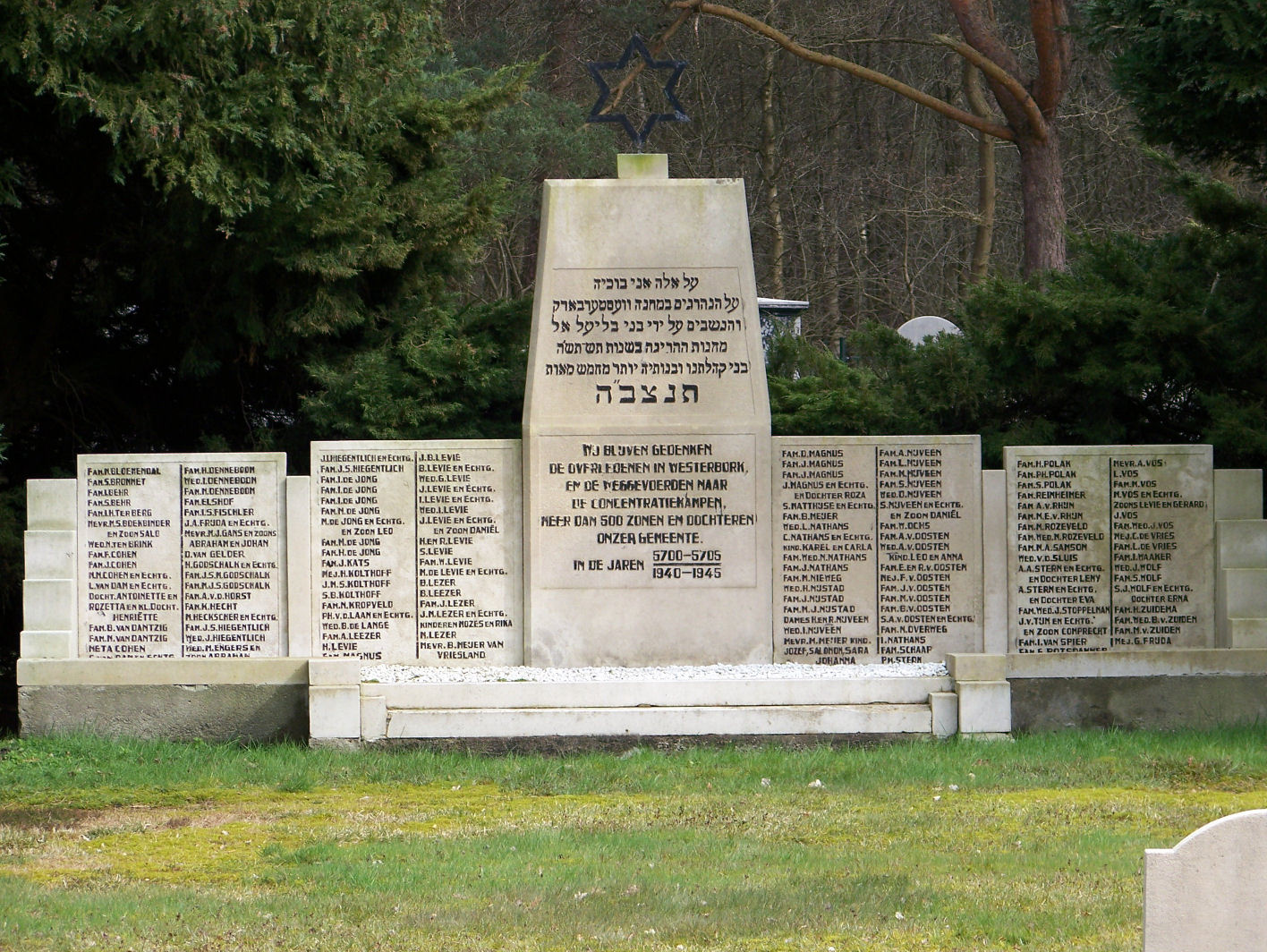
Monument op de Joodse begraafplaats (1951)

Het monument in de Oudestraat is niet het enige dat herinnert aan de Joodse bevolking van Assen. Er staan twee monumenten op de Joodse begraafplaats (1951, 1970), met daarop de namen van oorlogsslachtoffers.
Ter herinnering aan de Joodse bewoners van de Oranjestraat werd in 2007 een monument in deze straat opgesteld. Het bestaat uit een zwerfsteen, waarin in reliëf een davidster is aangebracht.
In 2012 werd aan de Noordersingel een plaquette aangebracht ter herinnering aan de joodse vrouwen en kinderen die zeventig jaar daarvoor vanaf de voormalige Noordersingelschool (ter hoogte van het huidige gemeentehuis) werden weggevoerd. Sinds 2012 worden in Assen stolpersteine geplaatst.

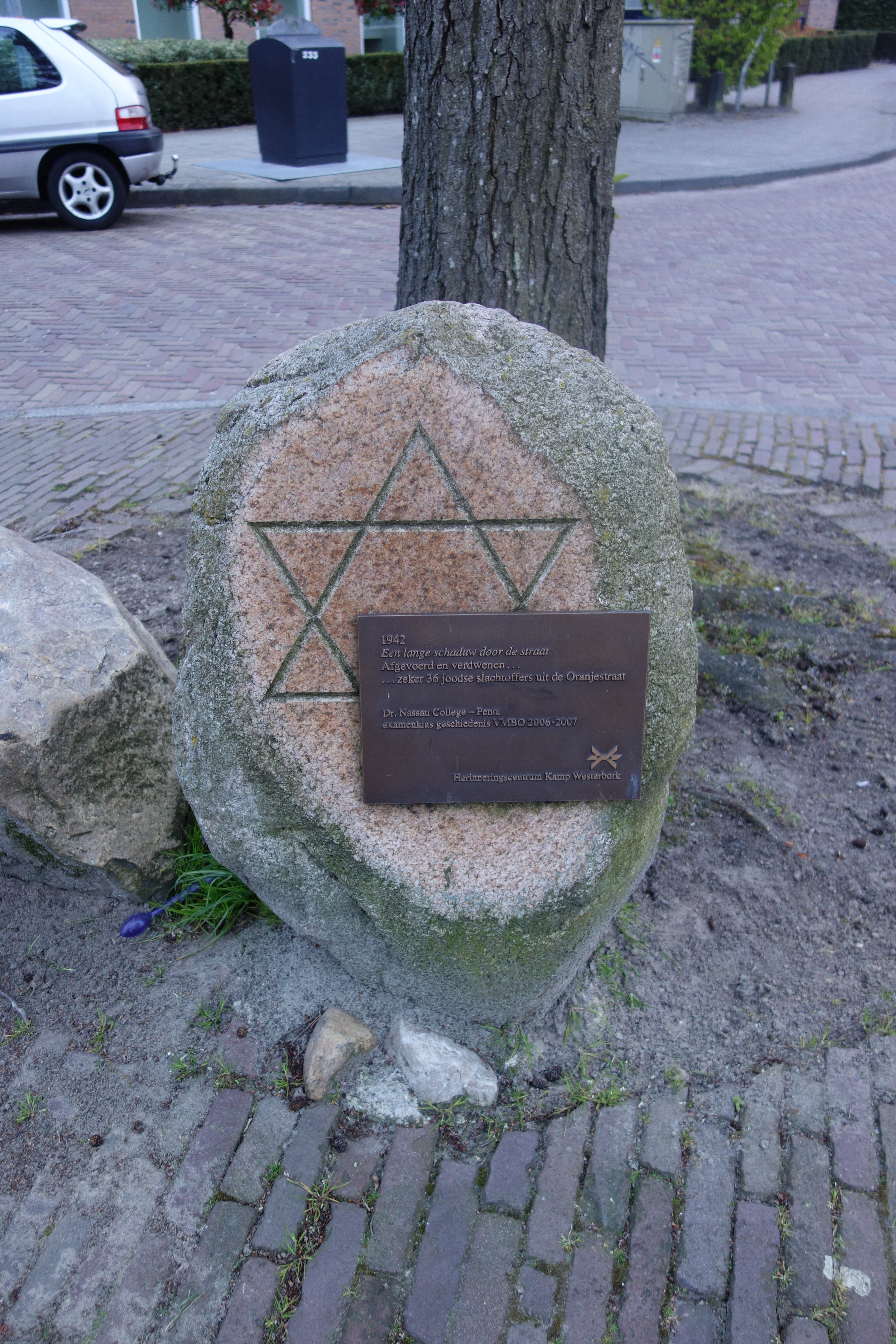
Monument in Oranjestraat
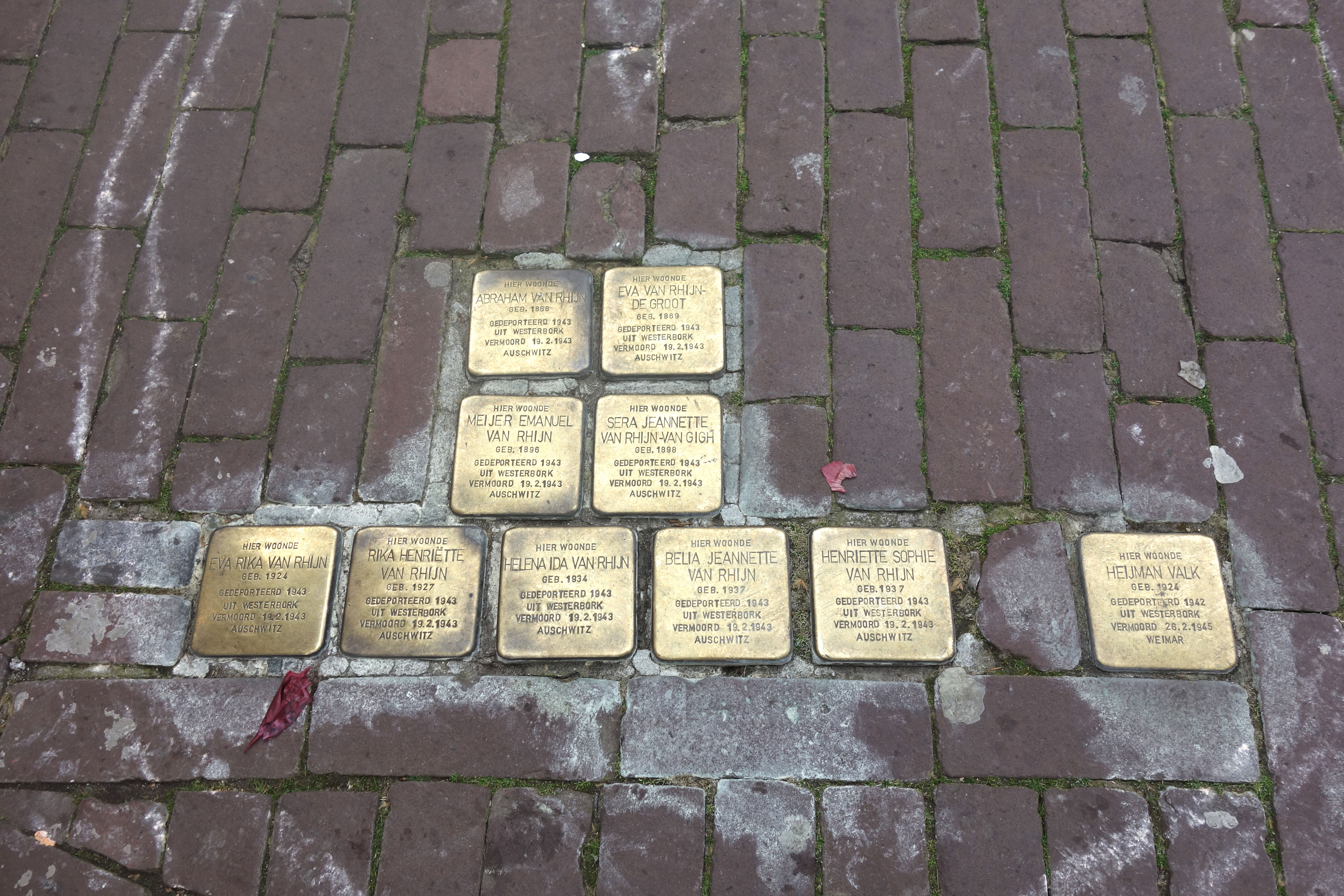
Stolpersteine in de Brinkstraat